# Parandrita molokaiae
Parandrita molokaiae är en skalbaggsart som beskrevs av Sharp in Sharp och Scott 1908. Parandrita molokaiae ingår i släktet Parandrita och familjen ritsplattbaggar. Inga underarter finns listade i Catalogue of Life.